# Calcarsynotaxus
Genre
Calcarsynotaxus est un genre d'araignées aranéomorphes de la famille des Physoglenidae.

## Distribution
Les espèces de ce genre sont endémiques d'Australie. Elles se rencontrent au Queensland et en Australie-Occidentale.

## Liste des espèces
Selon World Spider Catalog (version 16.0, 28/02/2015) :
- Calcarsynotaxus benrobertsi Rix, Roberts & Harvey, 2009
- Calcarsynotaxus longipes Wunderlich, 1995

## Publication originale
- Wunderlich, 1995 : Description of the new genus Calcarsynotaxus from Australia (Arachnida: Araneae: Synotaxidae). Beiträge zur Araneologie, vol. 4, p. 539-542.